# ATSC

digitale standaarden verspreid over de wereld

Advanced Television Systems Comittee (ATSC) is de naam van een groep deskundigen die een nieuwe digitale televisiestandaard voor de Verenigde Staten heeft ontwikkeld.  ATSC is ook de naam van de standaard zelf. Behalve in de VS wordt de standaard ook toegepast in Canada, Mexico en Zuid-Korea. De standaard is bedoeld als opvolger van het NTSC-systeem en wordt als zodanig ook overwogen door een aantal andere dan de hierboven genoemde landen waar NTSC wordt gebruikt.
ATSC ondersteunt verschillende beeldformaten, waaronder:
- Het NTSC-formaat met 480 lijnen en 60 beelden per seconde
- Het PAL- en SECAM-formaat met 576 lijnen en 50 beelden per seconde
- Een 16:9 HDTV-formaat met 1920 x 1080 beeldpunten

Daarnaast biedt ATSC de mogelijkheid om geluid in Dolby Digital (AC-3) en "5.1" surround sound mee te sturen.
ATSC heeft veel gemeen met de Europese DVB-standaard. Ook ATSC gebruikt MPEG-2 voor de beeldcodering, maar MPEG-4 wordt niet ondersteund. De verschillen zitten vooral in de bandbreedte: die is bij ATSC 6 MHz in plaats van 8 MHz en de gebruikte modulatietechniek: 8VSB voor aardse uitzendingen en 16 VSB voor kabeltelevisie uitzendingen. DVB maakt gebruik van OFDM en 64 QAM.